# A Passage for Trumpet
A Passage for Trumpet este episodul 32 al serialului american de televiziune Zona crepusculară.

## Prezentare

### Intriga
| “ | Joey Crown, un cântăreț cu o față stranie și robustă, a cărui viață este o continuă strădanie, încercând să descopere lucruri imposibile precum flori în beton sau să smulgă o notă muzicală din aer și să o păstreze cu mare grijă într-un borcan. | ” |

Narațiunea continuă după dialogul dintre Joey și Baron.
| “ | Joey Crown, un cântăreț cu o față stranie și robustă care, din moment în moment, va încerca să părăsească Pământul și să descopere lumea dintre lumi - un loc căruia îi spunem Zona crepusculară. | ” |

Joey Crown (Jack Klugman) este un trompetist trist din New York; nu are bani, prieteni și perspective de carieră din cauza alcoolismului. Încearcă să obțină un loc de muncă, însă este refuzat de administratorul clubului unde obișnuia să cânte, deoarece, cu toate că este talentat, nu este demn de încredere. Joey simte că viața sa este lipsită de valoare. Își vinde trompeta îndrăgită unei case de amanet, iar după o perioadă de consum abuziv de alcool, acesta se aruncă în fața unui camion. Când își revine, conștientizează că nimeni nu-l poate vedea sau aude și consideră că este mort.
Joey se întoarce la clubul de noapte, unde este surprins să întâlnească un alt trompetist (John Anderson⁠(d)) care nu doar că îl poate vedea, dar îl și recunoaște. Acesta îi explică lui Joey că este într-un „fel de purgatoriu”; însă toți oamenii pe care îi întâlnește sunt morți. Îi oferă acestuia posibilitatea de reveni în lumea celor vii, menționând că „trebuie să te mulțumești cu ce ai și să trăiești cu asta”. Încurajat de trompetist, Joey decide că vrea să trăiască, dar înainte de asta, îl întreabă pe străin care îi este numele. Răspunsul său este: „Spune-mi Gabe. Diminutivul lui Gabriel”.
Joey se trezește pe strada la puțin timp după tentativa de suicid și este, din fericire, nevătămat. Șoferul camionului îi oferă acestuia niște bani pentru a nu reclama accidentul la poliție. Joey își recuperează trompeta vândută. Mai târziu în acea noapte, în timp ce cântă la trompetă pe acoperișul blocului său, o tânără pe nume Nan (Mary Webster⁠(d)) se apropie de el, impresionată de talentul său. Recent mutată în oraș, Joey se oferă să-i prezinte localitatea, observând că este atrasă de acesta.

### Concluzie
| “ | Joey Crown, muzician și descoperitor al unui fapt despre viață; și anume că aceasta poate fi bogată, satisfăcătoare și plină de frumusețe, exact ca muzica pe care o cântă, dacă persoana s-ar opri să privească și să asculte. Joey Crown, cel care a realizat acest lucru în Zona crepusculară. | ” |